# الخاندرا بوگه
الخاندرا بوگه (به انگلیسی: Alejandra Bogue)(زاده ۱۶ مهٔ ۱۹۶۵) بازیگر، مدل، مجری تلویزیون مکزیکی است.
او یک زن ترنس است.